# Lionel Dricot
Lionel Dricot, dit Ploum, est un blogueur, écrivain de science-fiction, développeur de logiciel libre et homme politique,,, belge, né le 9 mars 1981.
Il est le neveu de Francis Lemaire,.
Lionel Dricot est maître de conférence invité à l'École polytechnique de Louvain.

## Œuvres écrites

### Blog personnel
Lionel Dricot tient le blog ploum.net depuis 2004 ce qui lui vaut d’être régulièrement considéré comme une personnalité influente sur le Web,,. En mars 2013, il est classé 22ème belge francophone le plus influent sur le Web par le magazine Le Vif.[réf. nécessaire]
Sur son blog, il publie des billets consacrés à l'informatique et au logiciel libre, ainsi que des textes de fiction, notamment d'anticipation. Il y chronique également sa déconnexion progressive de tout média social.

### Blog d’un condamné
En juin 2013, Lionel Dricot lance anonymement le « Blog d’un condamné » sur la plateforme Tumblr, blog racontant les derniers jours d’un narrateur atteint d’un cancer. Ce blog aura un retentissement foudroyant dans les médias francophones, ceux-ci s’interrogeant sur l’aspect réel ou fictif, certains y voyant une action marketing ou une promotion de l’euthanasie,,,. Identifié comme l’auteur du blog, Lionel Dricot reconnaît l’aspect fictif du blog d’un condamné sur son blog.

### Science-fiction
- (fr) Bikepunk, 2024
- (fr) Stagiaire au spatioport Omega 3000… et autres joyeusetés que nous réserve le futur, 2023
- (fr) Printeurs, 2020
- (fr) Les aventures d’Aristide, le lapin cosmonaute, 2019

### Logiciels libres
- Ubuntu efficace, Eyrolles, 2009
- Ubuntu efficace. 2e edition avec cd-rom, Eyrolles, 2006
- Ubuntu, Eyrolles, 2005

## Logiciels
- Offpunk, un client en ligne de commande Gemini et web.
- Ploum.net, un générateur de pages web à partir de fichier Gemini
- Getting Things Gnome, un gestionnaire de tâches et d'organisation personnelle
- liblarch, une bibliothèque python pour manipuler des structures de données complexes.

## Vie politique
Lionel Dricot a été porte-parole du Parti Pirate et candidat à Ottignies-Louvain-la-Neuve en 2012 lors des élections communales et provinciales du dimanche 14 octobre. Durant la campagne, il s’illustre en faisant des cumulets lors de son passage sur la télévision RTL-TVI, ce qui provoquera des remous au sein du Parti Pirate. Le journal L’Avenir le classe troisième homme politique du Brabant-Wallon le plus populaire sur Twitter. La liste qu’il emmène à Ottignies-Louvain-La-neuve récolte 5,16% des voix, ce qui est le meilleur résultat du Parti Pirate belge. Les médias annoncent l’élection du premier pirate en Belgique mais, au décompte final, il manque 4 voix à Lionel Dricot pour être élu,

## Engagement en faveur du vélo
Lionel Dricot promeut la vélorution.
En juin 2016, il fait partie d’un groupe de cinq cyclistes liés qui relient Louvain-la-Neuve à Bruxelles à vélo via le chantier du RER. L’action a pour but de promouvoir la construction de voies cyclables et aura un retentissement important dans les médias belges. À cette occasion, Lionel Dricot reçoit des menaces de poursuites judiciaires de la part d’Infrabel,.
Son deuxième roman, Bikepunk, qui décrit une société post-apocalyptique où le vélo est devenu l'unique moyen de locomotion, invite « à nous questionner sur notre dépendance à la technologie », selon un critique.

## Conférences
(23 novembre 2024).
Il a donné des conférences sur les thèmes de la rébellion, de l'aventure, du bitcoin ou de la démocratie liquide.